# Schapur Bachtiar

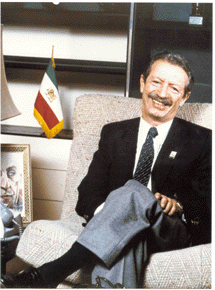
Schapur Bachtiar, 1978

Schapur Bachtiar (oder Shapour Bakhtiar, persisch شاپور بختیار‎; * 26. Juni 1914 in Kanarak bei Isfahan; † 6. August 1991 in Suresnes bei Paris) war ein iranischer Politiker und von Januar bis Februar 1979 Premierminister Irans. Er wurde 1991 von Geheimdienstagenten der Islamischen Republik Iran ermordet.

## Leben
Schapur Bachtiar wurde am 26. Juni 1914 in den Stammesverband der Bachtiaren hineingeboren. Bereits sein Großvater mütterlicherseits, Nadschaf-Gholi Khan Samsam ol-Saltaneh, war von Juli 1911 bis Dezember 1912 während der Konstitutionellen Revolution und 1918 zum Ende des Ersten Weltkriegs Premierminister Irans. Ein Verwandter Schapurs, Teymur Bachtiar, war der erste Direktor des iranischen Geheimdienstes SAVAK. Eine weitere Verwandte, Soraya Esfandiari-Bachtiari, war die zweite Ehefrau von Mohammad Reza Schah.
Mit sieben Jahren verlor Schapur seine Mutter. Er besuchte zunächst die Schule in Isfahan. Später ging er in die französische Schule in Beirut. Dort lernte er den späteren Premierminister Amir Abbas Hoveyda kennen, der zur selben Zeit wie Schapur auf die französische Schule in Beirut ging. Der Vater von Schapur wurde im Jahre 1934 unter der Regentschaft von Reza Schah wegen Hochverrats hingerichtet. Schapur Bachtiar kehrte in den Iran zurück. 
Im Jahr 1936 verließ er seine Heimat Iran in Richtung Frankreich, wo er drei Jahre später einen Abschluss in Politik, Philosophie und Jura machte. Bachtiar promovierte im Bereich Politikwissenschaft an der Sorbonne. Während des Spanischen Bürgerkrieges engagierte sich Bachtiar für die Spanische Republik und gegen Franco. 1940 meldete er sich als Freiwilliger zur französischen Armee und später der Résistance, um am Kampf gegen die deutsche Besatzung teilzunehmen. 1946 kehrte Bachtiar nach Iran zurück und fand Arbeit im neugeschaffenen Arbeitsministerium, zunächst als Leiter der Außenstelle des Ministeriums in der Provinz Isfahan, ab 1951 als stellvertretender Arbeitsminister im Kabinett von Mohammad Mossadegh. 
Schapur Bachtiar war in erster Ehe mit einer Französin namens Madeleine verheiratet. Aus der Ehe gingen vier Kinder hervor. Im späteren Exil in Paris heiratete er eine entfernte Verwandte namens Schahin. Sie hatten einen Sohn.

## Führer der Nationalen Front
Nach dem Sturz der  Regierung Mossadegh im Jahr 1953 wurde Bachtiar als Führungsmitglied der Nationalen Front zum politischen Gegner von Schah Mohammad Reza Pahlavi. Er wurde in den folgenden Jahren mehrfach aus politischen Gründen inhaftiert. In der „Nationalen Widerstandsbewegung“ arbeitete er mit Mehdi Bāzargān und Ayatollah Mahmud Taleghani zusammen.

## Iranischer Premierminister
Ende des Jahres 1978 wurde die Lage für den Schah nach anhaltenden Massenprotesten immer schwieriger, und der Monarch bot Bachtiar den Posten des Premierministers als Geste des Entgegenkommens gegenüber seinen Gegnern an. Schapur Bachtiar war bereit, in dieser verfahrenen politischen Lage seine persönliche Abneigung gegen Mohammad Reza Schah im Interesse des Landes zurückzustellen. Das Gespräch zwischen Mohammad Reza Schah und Schapur Bachtiar verlief sachlich und eindeutig. Bachtiar äußerte Mohammad Reza Schah gegenüber: 

„Ihr Vater hat meinen Vater umgebracht. Sie haben mich ins Gefängnis geworfen. Ich sollte eigentlich keinerlei persönliche Loyalität Ihrer Dynastie gegenüber haben. Aber ich bin der festen Überzeugung, dass Iran noch nicht reif für eine demokratische Republik ist. Und wenn die Nation so weit ist, eine Demokratie zu sein, kann dies auch in Form einer konstitutionellen Monarchie geschehen. Zurzeit ist es allerdings unsere wichtigste Aufgabe, diese Barbaren zu stoppen.“

 Am 28. Dezember 1978 beauftragte Mohammad Reza Schah Schapur Bachtiar damit, eine neue Regierung zu bilden. Dass Schapur Bachtiar das Amt des Premierministers unter der Regentschaft von Mohammad Reza Schah annahm, brachte ihm den Ausschluss aus der „Nationalen Front“ ein. Die führenden Parteimitglieder der Nationalen Front hatten sich längst mit Chomeini geeinigt, die Regierung nur unter seiner Führung zu übernehmen.  
Der Schah verließ am 16. Januar 1979 das Land, am 1. Februar kam Ajatollah Chomeini nach Iran zurück. Bereits bei seiner Rückkehr erklärte Chomeini die Regierung Bachtiar für illegal, und am 5. Februar 1979 ernannte er Mehdi Bāzargān zum Premierminister des Übergangs. In Teheran brachen am 8. Februar Straßenkämpfe aus. Nachdem die Armee Premierminister Bachtiar die Unterstützung verweigert und ihre Neutralität in der politischen Auseinandersetzung zwischen Chomeini und Bachtiar erklärt hatte, musste Bachtiar aus seinem Haus fliehen, um nicht von Milizen Chomeinis verhaftet zu werden. Am 11. Februar 1979 war die bisherige Ordnung völlig zusammengebrochen. Die Gefängniswachen waren geflohen. Die Islamische Revolution in Iran war in eine neue Phase getreten. Schapur Bachtiar verließ Iran im April 1979 in Richtung Frankreich.

## Exil und Attentate in Frankreich
Bachtiar bekämpfte das neue Regime vom Exil aus bis zu seinem Tod im Jahre 1991. So gründete er die „Nationale Widerstandsbewegung Irans“. Zu seinen politischen Werken gehört das im Jahre 1982 in Paris erschienene Buch „Ma fidélité“ (Edition Albin Michel). Zudem gründete er einen oppositionellen Radiosender, dessen Sendungen u. a. in Iran und in Europa ausgestrahlt wurden. Bachtiar trat stets für eine strikte Trennung von Staat und Religion und für die Aufrechterhaltung bzw. Wiedererrichtung des säkularen Systems in Iran ein und wurde für die meisten der in Opposition zum islamistischen Regime Irans stehenden politischen Gruppierungen (besonders die konstitutionellen Monarchisten und gemäßigten Nationalisten) eine Führungsfigur. 
Das islamische Regime Irans versuchte bereits im Juli 1980, ihn in seinem Haus im Pariser Vorort Suresnes zu töten. Er entkam, aber ein Nachbar und ein Polizist starben bei diesem Attentat. Einen späteren Mordanschlag überlebte er jedoch nicht, als am 6. August 1991 drei Personen, darunter ein Freund und Vertrauter Bachtiars namens Fereydoun Bouyerahmadi und zwei Agenten des iranischen Informations- und Sicherheitsministeriums „VEVAK“, Ali Vakili Rad und Mohammad Azadi, mit teilweise gefälschten Ausweisen die Wachpolizisten vor seinem Haus überlisteten, so in das Haus gelangten und ihn sowie seinen Sekretär Sorusch Katibeh brutal niederstachen. Die Leichen wurden trotz eines großen Polizeiaufgebotes erst 36 Stunden später, am 8. August, entdeckt. Zwei Attentäter (Bouyerahmadi und Azadi) entkamen in die USA bzw. nach Iran, aber der dritte Flüchtige, Ali Vakili Rad, wurde mit einem Komplizen namens Zeynolabedin (Zeyal) Sarhadi, einem Großneffen des damaligen iranischen Präsidenten Akbar Hāschemi Rafsandschāni, in Genf festgenommen und von der Schweizer Regierung an Frankreich ausgeliefert. Ali Vakili Rad wurde zu lebenslanger Haft verurteilt, im Mai 2010 aber nach Iran abgeschoben. Zeynolabedin (Zeyal) Sarhadi wurde aufgrund mangelnder Beweislage freigesprochen.
Schapur Bachtiars Leichnam wurde auf dem Friedhof von Montparnasse in Paris beigesetzt.